# Accident de la route en Europe
 (avril 2014).
Pour un article plus général, voir Accident de la route.
Un suivi de l’évolution des accidents de la route se produisant dans les pays de l’Union européenne est effectué et communiqué annuellement par l’Observatoire national interministériel de la sécurité routière (ONISR).

## Synthèse
On constate une diminution assez régulière du nombre de tués sur la route depuis les années 1970 dans l'ensemble de l’Union européenne. Cette évolution n’est néanmoins pas homogène pour l’ensemble du continent ; les pays d’Europe de l'Est présentent un décalage dans le temps : le nombre de tués a crû jusqu’au début des années 1990, pour décroître ensuite d’environ 4 % chaque année.
Le nombre de morts sur la route dépend fortement des différences structurelles (taille du pays, composition, densité et qualité du réseau routier, population, etc.) et socio-économiques (composition du parc, présence de trafic international et touristique, comportement des usagers, etc.).
Si l'on considère l'ensemble des pays de l'Union européenne, la mortalité diminue plus rapidement que les accidents corporels. Cette baisse de la mortalité fait l'objet d'objectifs fixés depuis l'an 2000.

### Domaines géographiques
L'Europe peut être appréhendée à différentes échelles telle que l'Europe des nations unies ou bien l'Union européenne.
La politique de sécurité routière de l'union européenne est de la responsabilité conjointe des institutions européennes et des États membres; et c'est la Commission européenne (CE) qui a un rôle important particulier en supervisant la politique de sécurité routière à travers l'Union. Ceci vient de sa supervision sur les règlements et standards des produits, ainsi que sur certains aspects du développement et de la gestion des infrastructures. La sécurité routière est basée sur le principe de subsidiarité: les autorités nationales et locales sont responsables de la plupart des  décisions, y compris l' enforcement et la prise de conscience, tandis que l'UE opère un cadre général pour améliorer la sécurité routière par la législation et des recommandations e.g. introduire des exigences minimales de sécurité pour les réseaux de transport trans-européens, et les exigences techniques pour le transport de matières dangereuses.
L'UE publie divers textes légaux concernant la sécurité routière.

## Définitions du «tué»

### Définitions du «tué»
La définition internationale du « tué » a été amendée lors de la Convention de Vienne de 1968 : « Une victime d’un accident de la route est considérée comme tuée si elle décède sur le coup ou dans les trente jours qui suivent l’accident ».
Progressivement, depuis 1968, la définition du tué à trente jours s’est imposée dans la plupart des pays de l’Union européenne.

### Définition des «blessures graves de la route» ouserious injuries
En 2015, l'Union européenne s'est doté d'une définition commune du concept de serious injuries (ou en français « blessures graves de la  route ») afin de pouvoir agréger au niveau européen les statistiques nationales.
Ce nouveau concept se base sur des normes médicales. L'échelle MAIS (de l’anglais Maximum Abbreviated Injury Score)  — une échelle internationale des traumatismes —  est utilisée. Les serious injuries ou « blessures graves de la  route » sont définies comme les blessures de type scale 3 and more (ou MAIS3+). Ceci est lié au modèle de l'Abbreviated Injury Scale (en).

## Localisation des accidents mortels
En 20189, la majorité des accidents mortels de l'Union européenne (53 %) ont lieu sur le réseau secondaire (voir diagramme)
Pour des raisons techniques, il est temporairement impossible d'afficher le graphique qui aurait dû être présenté ici.

## Indicateurs nationaux de mortalité

Visualisation de la mortalité routière par 100 000 habitant) en Europe, par pays, 2000-2022.

La plupart des pays européens disposent d'une forme d'observatoire régional ou national de la sécurité routière. En Europe, l'European road safety observatory (ERSO) rassemble et harmonise l'information sur les pratiques de sécurité routière dans les pays européens.
Dans l'Union européenne, des différences de performance existent de pays à pays. Par exemple, Allemagne, Espagne et Pays-Bas ont 5387 tués en 2019 —  24 % des tués de l'UE — pour 33% de la population de 2017. Cela signifie que ce groupe de trois pays peuplés a de meilleures performances que l'ensemble de l'UE. À l'opposé, Pologne, Bulgarie et Roumanie dénombrent 5 401 tués la même année — 24 % aussi des tués de l'UE —, mais pour seulement 15% de la population de 2017. Ces six pays comptent ainsi 48 % de la population UE et 48 % des tués dans l'UE, mais le taux de tués par population est 120 % plus élevé dans le deuxième groupe de trois pays que dans le meilleur groupe. Entre ces deux groupes, le France et Italie ensemble comptent 6417 tués la même année, — 28 % des tués dans l'UE — pour 29% de la population de 2017. De fait, le taux de tués par population dans ce troisième groupe est 33 % plus élevé que dans le meilleur groupe. La Belgique se rapproche de ce troisième groupe avec des performances un peu moins bonnes et une moindre taille. Ces huit pays (Belgique non comptée) groupent 77% de la population de l'UE et 76% des tués dans l'UE. Le dernier quart regrouperait les 19 autres États membres de l'UE qui ont également des performances disparates, mais avec un moindre poids sur la performance totale de l'UE.
 (mars 2015).
Pour de nombreux pays européens, les anciens indicateurs sont disponibles. Toutefois les pays de l'Union européenne envisagent d'utiliser de nouveaux indicateurs clés de performance pour la décennie 2021-2030.
Les différences existantes entre pays s'expliquent par la démographie, le niveau de développement et la densité de l’habitat. Selon les travaux de Siem Oppe de l’Institut de recherche en sécurité routière des Pays-Bas (SWOW), on remarque un phénomène d'apprentissage dans l'évolution du nombre de tués :
- dans les pays les plus pauvres, les déplacements sont peu nombreux et se font en transports collectifs. La circulation automobile est très faible et le taux de tués par million d’habitants est très bas (moins de 30) ;
- le développement de l’usage de la voiture entraîne une forte hausse de la circulation donc du nombre des accidents et le ratio des tués par million d’habitants dans les pays « moins pauvres » peut dépasser les 200 ;
- de leur côté, les pays très riches connaissent beaucoup d’encombrements. Ils ont développé des politiques de transport collectif et de sécurité routière. Les comportements sont plus prudents et le ratio retombe à moins de 80 tués par million d’habitants.

| Pays                       | Superficie (milliers de km²) | Population (millions) | Densité (habitants/km2) | Parc en circulation (milliers) | Longueur du réseau (kilomètres) | Circulation (millions de véhicules x km) | Nb de véhic. pour 100 habitants | Tués par million d'habitants | Tués par milliard de km parcourus |
| -------------------------- | ---------------------------- | --------------------- | ----------------------- | ------------------------------ | ------------------------------- | ---------------------------------------- | ------------------------------- | ---------------------------- | --------------------------------- |
| Allemagne                  | 357                          | 80,6                  | 225,7                   | 54 520                         | 626 981                         | 684 283                                  | 66,1                            | 64,8                         | 7,8                               |
| Autriche                   | 84                           | 8,4                   | 100                     | 5 279                          | 107 143                         | 82 221                                   | 64,5                            | 93,8                         | 9,3                               |
| Belgique                   | 33                           | 11,1                  | 336,4                   | 6 159                          | 151 372                         | 94 677                                   | 59,1                            | 104,5                        | 11,5                              |
| Danemark                   | 43                           | 5,4                   | 125,6                   | 2 570                          | 72 074                          | 47 940                                   | 47,3                            | 61                           | 6,9                               |
| Espagne                    | 505                          | 47,3                  | 93                      | 27 657                         | 666 204                         | ND                                       | 63,7                            | 103,1                        | ND                                |
| Finlande                   | 338                          | 5,4                   | 16                      | 2 871                          | 79 150                          | 51 675                                   | 54,7                            | 72,2                         | 7,3                               |
| France                     | 551                          | 66,6                  | 120,9                   | 37 168                         | 1 002 486                       | 552 800                                  | 61,4                            | 87,9                         | 9,6                               |
| Grèce                      | 132                          | 10,8                  | 81,8                    | 6 641                          | 40 164                          | 81 635                                   | 59,9                            | 149,1                        | 20,3                              |
| Hongrie                    | 93                           | 9,9                   | 106,4                   | 3 370                          | 180 994                         | ND                                       | 33,4                            | 126,6                        | ND                                |
| Irlande                    | 71                           | 4,5                   | 63,3                    | 1 937                          | 95 752                          | 37 840                                   | 46,7                            | 96,2                         | 10,5                              |
| Italie                     | 301                          | 60,9                  | 202,3                   | 43 141                         | 305 388                         | 654 197                                  | 74,3                            | 94                           | 8,3                               |
| Luxembourg                 | 3                            | 0,5                   | 166,7                   | 358                            | 2 876                           | 2 875                                    | 77                              | 98,9                         | 16                                |
| Pays-Bas                   | 42                           | 16,8                  | 400                     | 8 627                          | 117 430                         | 133 800                                  | 52,9                            | 46                           | 5,6                               |
| Pologne                    | 323                          | 38,5                  | 119,2                   | 16 815                         | 381 462                         | 377 289                                  | 43,6                            | 141,3                        | 14,4                              |
| Portugal                   | 93                           | 10,5                  | 112,9                   | 5 481                          | 81 739                          | ND                                       | 52,2                            | 118,8                        | ND                                |
| Royaume-Uni                | 244                          | 63,2                  | 259                     | 33 717                         | 413 120                         | 499 396                                  | 56                              | 55,9                         | 6,7                               |
| Slovaquie                  | 49                           | 5,4                   | 110,2                   | 1 834                          | 17 755                          | 13 402                                   | 34                              | 112,6                        | 45,4                              |
| Slovénie                   | 20                           | 2                     | 100                     | 1 150                          | 20 196                          | 15 519                                   | 58,5                            | 131,2                        | 16,6                              |
| Suède                      | 450                          | 9,5                   | 21,1                    | 5 131                          | 214 000                         | 75 196                                   | 56,8                            | 48,7                         | 5,9                               |
| Tchéquie                   | 79                           | 10,5                  | 132,9                   | 4 732                          | 55 495                          | 50 262                                   | 46,3                            | 125,8                        | 27,2                              |
| Total partiel UE (20 pays) | 3 809                        | 467,8                 | 122,8                   | 269 158                        | 4 631 781                       | 3 451 938                                | 59,7                            | 88,5                         | 11,6                              |
| Islande                    | 103                          | 0,3                   | 2,9                     | 236                            | 91 916                          | 2 006                                    | 80,3                            | 64,6                         | 9,5                               |
| Norvège                    | 324                          | 5,1                   | 15,7                    | 2 938                          | 92 511                          | 36 550                                   | 63,6                            | 48,5                         | 6,1                               |
| Suisse                     | 41                           | 8                     | 195,1                   | 5 043                          | 71 027                          | 62 685                                   | 68                              | 55,2                         | 6,5                               |

 Source IRTAD pour les données suivantes : 

Parc automobile : 2005 sauf Irlande 2003 ; Luxembourg 2004 ; Slovaquie 2002. 

Longueur du réseau : 2005 sauf Hongrie et Luxembourg 2004 ; Allemagne et Danemark 2003 ; Slovaquie 2002 ; Islande 2000 ; Irlande 2001 ; Pays-Bas 1999 ; Grèce et Royaume-Uni 1998 ; Portugal 1993 ; Italie 1992.

Kilométrage : 2005 sauf Danemark 2004 ; Italie et Pays-Bas 2003 ; Irlande 2001 ; Islande et Slovaquie 2000 ; Royaume-Uni et Grèce 1998. 

Population : source IRTAD sauf pour l’Irlande, le Luxembourg, la Slovaquie, la Suède, l’Islande et la Norvège : source INED. Nations unies et banque mondiale. 
| Mortalité européenne par État en 2013 et 2019 (en millions d'habitants) Sources : Eurostat et Commission européenne[réf. nécessaire] |  |
| --- |  |
| Pour des raisons techniques, il est temporairement impossible d'afficher le graphique qui aurait dû être présenté ici.               |  |
| |  |

Les moyennes nationales ne reflètent pas les variations locales. Ainsi, en 2015, les régions NUTS (Nomenclature des unités territoriales statistiques) ayant la mortalité routière la plus faible, par million d'habitants, sont Stokholm (6), Vienne (7), Hambourg et Oslo (11), Berlin (14) et Ostra Verige (15)[réf. incomplète]. La même année, les régions les plus meurtrières sont la province de Luxembourg en Belgique (210) et Kastamonu en Turquie (192).
| Mortalité dans l'UE par État en 2016 (par km)                                                                          |  |
| --- |  |
| Pour des raisons techniques, il est temporairement impossible d'afficher le graphique qui aurait dû être présenté ici. |  |
| - source Eurostat |  |

## Évolution historique
| Mortalité en Europe par État, par milliard de km parcourus                                                             |
| --- |
| Pour des raisons techniques, il est temporairement impossible d'afficher le graphique qui aurait dû être présenté ici. |
| - source OCDE. |

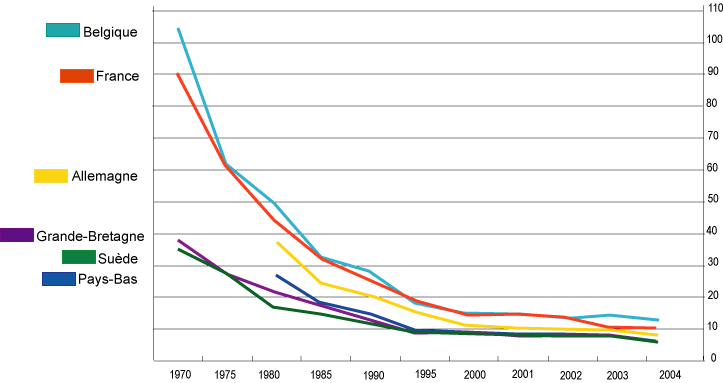
Nombre de tués par milliards de kilomètres parcourus

La plupart des pays d'Europe ont connu une baisse très importante du nombre de tués sur la route entre 1970 et 2015:
- Par exemple, l’Allemagne et les Pays-Bas ont divisé par quatre leur nombre de tués en trente-cinq ans, la France par trois.
- Pour les pays d’Europe du Nord ou de l’Ouest, cette baisse s’est effectuée en deux étapes : 1970-1995 et 1995-2009

### 1970 - 1995
Entre 1970 et 1995, on observe une baisse très importante et régulière du nombre de tués dans la plupart des pays d’Europe de l’Ouest. Cette baisse quasi générale s’explique par la mise en place d’une réglementation complète, en particulier sur les normes de sécurité des véhicules[réf. nécessaire] et de l'amélioration de la sécurité des véhicules (active et passive), du réseau routier et de la médecine d'urgence.
En France, cette baisse est amorcée avec le choc pétrolier, et diverses mesures de sécurité routière comme la création de vitesses maximales autorisées (VMA), l'obligation du port de la ceinture de sécurité à l’avant et du casque pour les motocyclistes, la baisse du seuil de l’alcoolémie à 0,8 g/l d’alcool dans le sang, les systèmes antiblocage des roues ou la construction de carrefours giratoires puis en 1990, la VMA de 50 km/h en agglomération, l’alcoolémie à 0,5 g/l, le permis à points, l'achèvement du réseau autoroutier, et les airbags.
Au Royaume-Uni, la mortalité maximale est atteinte en 1966, et dès 1965-1967 les pouvoirs publics mettent en place un système de permis de conduire centralisé et étendu aux poids-lourds, des limitations d'alcoolémie, et des courts-métrages télévisés de promotion de la conduite sûre.

### 1995 - 2009
Entre 1995 et 2009, la tendance s’est infléchie, toujours marquée à la baisse, mais de façon moins importante. En effet, la majeure partie des gains des mesures réglementaires ayant été obtenue sur la période précédente, la mesure ne produit plus que des effets marginaux au fur et à mesure que son application s’impose à l’ensemble des usagers[réf. nécessaire].
Ainsi, dans un pays comme la France, entre 2000 et 2010, plus de 30 000 vies ont été sauvées dont les trois quarts du fait de la baisse des vitesses pratiquées et 11% du fait d'un parc automobile plus sûr.
| Pays        | 1970   | 1975   | 1980   | 1985   | 1990   | 1995  | 2000  | 2001  | 2002  | 2003  | 2004  | 2005  | 2009  | 2010 | 2015 | Évolution 2010-2015 |
| ----------- | ------ | ------ | ------ | ------ | ------ | ----- | ----- | ----- | ----- | ----- | ----- | ----- | ----- | ---- | ---- | ------------------- |
| Allemagne   | 21 653 | 17 332 | 15 050 | 10 070 | 11 046 | 9 454 | 7 503 | 6 977 | 6 842 | 6 613 | 5 842 | 5 361 | 4 152 | 3648 | 3459 | ⬊-5,2 %             |
| Autriche    | 2 574  | 2 533  | 2 003  | 1 524  | 1 558  | 1 210 | 976   | 958   | 956   | 931   | 878   | 768   | 633   | 552  | 479  | ⬊-13,2 %            |
| Belgique    | 3 070  | 2 346  | 2 396  | 1 801  | 1 976  | 1 449 | 1 470 | 1 486 | 1 315 | 1 353 | ND    | 1 089 | 955   | 840  | 732  | ⬊-12,9 %            |
| Bulgarie    |        |        |        |        |        |       | 1 012 |       |       |       | ND    | 957   |       | 776  | 708  |                     |
| Chypre      |        |        |        |        |        |       | 111   |       |       |       | ND    | 102   |       | 60   | 57   | %                   |
| Danemark    | 1 208  | 827    | 690    | 772    | 634    | 582   | 498   | 431   | 463   | 432   | 369   | 331   | 303   | 255  | 178  | ⬊-30,2 %            |
| Espagne     | 5 456  | 5 833  | 6 522  | 6 374  | 9 032  | 5 751 | 5 776 | 5 517 | 5 347 | 5 399 | 4 741 | 4 442 | 2 605 | 2479 | 1689 | ⬊-31,9 %            |
| Finlande    | 1 055  | 910    | 551    | 541    | 649    | 441   | 396   | 433   | 415   | 379   | 375   | 379   | 279   | 272  | 266  | ⬊-2,2 %             |
| France      | 16 445 | 14 355 | 13 672 | 11 387 | 11 215 | 8 891 | 8 079 | 8 160 | 7 655 | 6 058 | 5 530 | 5 318 | 4 273 | 3992 | 3461 | ⬊-13,3 %            |
| Grèce       | 1 099  | 1 251  | 1 446  | 2 011  | 2 050  | 2 411 | 2 037 | 1 895 | 1 654 | 1 615 | 1 619 | 1 658 | 1 453 | 1258 | 805  | ⬊-36,0 %            |
| Hongrie     | 1 627  | 1 678  | 1 630  | 1 756  | 2 432  | 1 589 | 1 200 | 1 239 | 1 429 | 1 326 | 1 296 | 1 278 | 822   | 740  | 644  | ⬊-13,0 %            |
| Irlande     | 540    | 586    | 564    | 410    | 478    | 437   | 415   | 411   | 376   | 335   | 379   | 399   | 240   | 212  | 166  | ⬊-21,7 %            |
| Islande     | 20     | 33     | 25     | 24     | 24     | 24    | 32    | 24    | 29    | 23    | ND    | 19    | 17    | 8    | 16   | ⬈+50,0 %            |
| Italie      | 11 025 | 10 272 | 9 220  | 7 700  | 7 151  | 7 033 | 6 649 | 6 682 | 6 736 | 6 015 | 5 625 | 5 462 | 4 050 | 4114 | 3428 | ⬊-16,7 %            |
| Luxembourg  | 132    | 124    | 98     | 79     | 70     | 70    | 76    | 70    | 62    | 53    | 50    | 46    | 47    | 32   | 36   | ⬈+12,5 %            |
| Norvège     | 560    | 539    | 362    | 402    | 332    | 305   | 341   | 275   | 312   | 280   | 259   | 224   | 212   | 208  | 117  | ⬊-44,3 %            |
| Pays-Bas    | 3 181  | 2 321  | 1 996  | 1 438  | 1 376  | 1 334 | 1 082 | 993   | 987   | 1 028 | 804   | 750   | 644   | 537  | 531  | ⬊-1,1 %             |
| Pologne     | 3 446  | 5 633  | 6 002  | 4 688  | 7 333  | 6 900 | 6 294 | 5 534 | 5 827 | 5 640 | 5 712 | 5 444 | 4 572 | 3908 | 2938 | ⬊-24,8 %            |
| Portugal    | 1 615  | 3 051  | 2 579  | 2 138  | 2 646  | 2 377 | 1 860 | 1 671 | 1 675 | 1 546 | 1 294 | 1 247 | 840   | 937  | 593  | ⬊-36,7 %            |
| Royaume-Uni | 7 499  | 6 366  | 6 010  | 5 165  | 5 217  | 3 621 | 3 409 | 3 450 | 3 431 | 3 508 | 3 368 | 3 336 | 2 337 | 1905 | 1806 | ⬊-5,2 %             |
| Slovaquie . | ND     | ND     | ND     | ND     | 662    | 660   | 628   | 614   | 610   | 645   | 603   | 560   | 347   | 371  | 274  | ⬊-26,1 %            |
| Slovénie    | 620    | 596    | 558    | 464    | 517    | 415   | 313   | 278   | 269   | 242   | 274   | 258   | 171   | 138  | 120  | ⬊-13,0 %            |
| Suède       | 1 307  | 1 172  | 848    | 808    | 772    | 572   | 591   | 554   | 532   | 529   | 480   | 440   | 355   | 266  | 259  | ⬊-2,6 %             |
| Suisse      | 1 643  | 1 206  | 1 209  | 881    | 925    | 692   | 592   | 544   | 513   | 546   | 510   | 409   | ND    | 327  | 243  | ⬊-25,7 %            |
| Tchéquie    | 1 983  | 1 632  | 1 261  | 987    | 1 291  | 1 588 | 1 486 | 1 334 | 1 431 | 1 447 | 1 382 | 1 286 | 901   | 802  | 734  | ⬊-8,5 %             |

 ND : non disponible.

Sources : http://ec.europa.eu/transport/road_safety/sites/roadsafety/files/pdf/observatory/historical_evol.pdf

### 2015-2019
Entre 2017 et  2018, l'Union européenne a réduit la mortalité routière de 200 tués par an (en passant de 25300 à 25100 sur le périmètre UE-28 incluant le royaume-Uni). La France contribue à 95% de ces 200 vies sauvées, avec une réduction de la mortalité routière de 189 tués par an (3.448 morts de 2017 puis 3.259 morts sur les routes de métropole) que le gouvernement attribue unilatéralement à sa politique de sécurité routière. Il est à noter que ceci est fortement contesté par les  Associations de conducteurs Français car cette politique est exclusivement centrée sur les limitations de vitesse et la répression extensive au détriment, entre autres, de l’amélioration du réseau routier.
Toutefois, d'autres pays ayant un moindre poids dans la mortalité routière européenne (inférieur à 750 tués par an) ont fait des progrès relatifs supérieur sans avoir une politique de réduction de la vitesse aussi importante que la France[réf. nécessaire]. Cependant cette nouvelle limitation s'inscrit dans le sillage des pays les plus exemplaires au niveau de la sécurité routière. Près de 11 pays sur 27 ont une limitation à 80 km/h ou moins sur les voies non urbaines. [pas clair]
Dans la même période, l’Allemagne (ayant un poids comparable dans la mortalité routière européenne) a vu sa mortalité augmenter, passant de 3177 tués en 2017 à 3265 tués en 2018. De fait en 2018, la France n'est plus le pays comptant le plus grand nombre de tués, et descend à la troisième place, après l'Allemagne et l'Italie.
En 2018, sur le périmètre UE-27 induit par le retrait britannique de l'UE, 23 339 tués ont été comptabilisés sur les routes européennes.
En ce qui concerne la mortalité par habitant, les meilleurs pays de l'UE sont l'Irlande, le Danemark, la Suède et les Pays-Bas, Malte et l'Espagne qui ont une mortalité inférieure à 40 tués par millions d'habitants en 2018. Les pires  pays de l'UE sont la Roumanie, la Bulgarie, la Croatie, la Lettonie et la Pologne qui ont une mortalité supérieure à 75 tués par millions d'habitants en 2018.
En 2019, l'Union européenne — 27 pays membres depuis le Brexit — comptabilise 22800 tués sur les routes, pour un objectif de 15900.

### 2020
Pour l'année 2020 — année marquée par le covid-2019 et une réduction drastique de la circulation due aux confinements — avec environ 18 800 tués, l'UE compte 4000 tués en moins, soit une baisse exceptionnelle de 17%. La baisse est de 21 % en Espagne et en France, 22 % en Allemagne et en Belgique, 25 % en Italie et 26 % en Bulgarie.
Pour l'année 2022, le nombre de tués est de 20 640; pour 2023, le nombre de tués est estimé à 20 400
Pour 2024, le nombre de tués est estimé à 19 800 en mars 2025.

## Enjeux actuels

### Législature 2019-2024
Afin de réduire les accidents, la législation qui entre en vigueur en 2022 pour les nouveaux modèles de véhicules et en 2024 pour tous les véhicules neufs commercialisés prévoit l'ajout de quelques équipement :
- adaptation intelligente de la vitesse ;
- facilitation de l'installation d'un éthylomètre antidémarrage ;
- avertisseur de somnolence[28] ;
- avertisseur de distraction du conducteur ;
- signal de freinage d'urgence ;
- détection en marche arrière ;
- enregistreur de données ;
- système de surveillance de la pression des pneus ;
- freinage automatique d'urgence ;
- alerte de franchissement involontaire de ligne.

### Suggestions et opinions
Suggestions pour continuer à réduire le nombre d'accidents :
- Pousser plus vers l'arrière la poignée intérieur de la portière pour "forcer" les personnes à utiliser la main opposée à la portière pour ouvrir la porte et de ce fait, avoir plus de facilité à tourner la tête pour voir si des cyclistes arrivent: Notion d'Emportiérage.
- Légiférer sur les phares LED éblouissants : le nombre de décès sur les routes connnait une augmentation historique. En 2022, selon l'Observatoire national interministériel de la sécurité routière (ONISR), « l’éblouissement provoqué par les phares LED, les feux de jour, les feux arrières, les enseignes lumineuses LED, les lumières de sécurité LED et les écrans publicitaires numériques LED » sont des causes de l'insécurité routière.

### Décennie d'action 2021-2030
En 2020, et sur la décennie précédente, plus de 25 000 personnes meurent chaque année d'un accident de la route. Plus de 135 000 personnes sont gravement blessées sur les routes de l'Union Européenne à 28 (l'UE-28 comprend le Royaume-Uni). Il est estimé que ce préjudice inutile a un coût de 280 milliards d’euros annuels soit 2 % du PIB. Ces chiffres de mortalité correspondent à l'écrasement d'un avion gros porteur chaque semaine.
L'UE se fixe pour objectif de réduire le nombre de blessés graves de 50% sur la décennie 2020-2030. Pour atteindre cet objectif, elle prévoit de s'appuyer sur trois piliers:
- prévalence de la Vision Zero tant chez les décideurs politiques que dans la population ;
- le « système sûr » : véhicules sûrs, infrastructures sûres, utilisation sûre de la route (vitesse, sobriété, port de ceinture de sécurité et de casque) et meilleure administration des soins post-collision ;
- lutte contre les nouveaux risques[30].

| ICP   | Indicateur clé de performance                                                                                    |
| ----- | --- |
| ICP 1 | Indicateur clé de performance pour la vitesse                                                                    |
| ICP 2 | Indicateur clé de performance pour l’utilisation de ceintures de sécurité et de systèmes de retenue pour enfants |
| ICP 3 | Indicateur clé de performance pour le port d’équipements de protection                                           |
| ICP 4 | Indicateur clé de performance pour la conduite sous l’influence de l’alcool                                      |
| ICP 5 | Indicateur clé de performance pour la distraction du conducteur due à des appareils portables                    |
| ICP 6 | Indicateur clé de performance pour la sécurité des véhicules                                                     |
| ICP 7 | Indicateur clé de performance pour la sécurité des infrastructures                                               |
| ICP 8 | Indicateur clé de performance pour l’administration de soins après une collision                                 |

## Influence du mode de transport

### Tués par mode de transport de la victime
En 2007, dans l'Union européenne, 62.04 % des tués dans des accidents étaient les conducteurs des véhicules impliqués, 19.86 % étaient des passagers et 18.09 % des piétons .
Par ordre décroissant, voici la répartition des décès selon le mode de transport :
- Voitures et taxis : 50,05 %
- Piétons : 18,46 %
- Motos : 13,99 %
- Vélos : 6,21 %
- Cyclomoteurs : 4,71 %
- Camions de moins de 3,5 t : 3,04 %
- Poids lourds : 2,01 %
- Engins agricoles : 0,78 %
- Bus et transports en commun : 0,65 %

Dans le monde et dans l'Union européenne à 28, la mortalité dépend du mode de transport.
| Tués | |
| --- | --- |
| Pour des raisons techniques, il est temporairement impossible d'afficher le graphique qui aurait dû être présenté ici. | Pour des raisons techniques, il est temporairement impossible d'afficher le graphique qui aurait dû être présenté ici. |
| - source mondiale: OMS, Global status report on road safety 2015 - source EU: EC                                       | |

Pour des raisons techniques, il est temporairement impossible d'afficher le graphique qui aurait dû être présenté ici.

### Tués par véhicule adverse en 2019
| Pour des raisons techniques, il est temporairement impossible d'afficher le graphique qui aurait dû être présenté ici. |
| - source Union européenne                                                                                              |

### Piétons tués
La France est classé huitième pour les piétons tués en 2013.
32% des tués en zone urbaine sont des piétons en France, alors que ce taux n'est que de 18% aux Pays-Bas.

### Blessures graves de la route par véhicule adverse
Une étude par échantillonnage permet de savoir quels sont les véhicules de la partie adverse les plus impliqués dans les Blessures graves de la route, en Europe.
| Blessures graves de la route par échantillons (piétons)                                                                | Blessures graves de la route par échantillons cyclistes                                                                |
| --- | --- |
| Pour des raisons techniques, il est temporairement impossible d'afficher le graphique qui aurait dû être présenté ici. | Pour des raisons techniques, il est temporairement impossible d'afficher le graphique qui aurait dû être présenté ici. |
| Blessures graves de la route par échantillons (motocycliste)                                                           | Blessures graves de la route par échantillons (occupant d'automobile)                                                  |
| Pour des raisons techniques, il est temporairement impossible d'afficher le graphique qui aurait dû être présenté ici. | Pour des raisons techniques, il est temporairement impossible d'afficher le graphique qui aurait dû être présenté ici. |
| - source EU: EC,. | |

### Cyclistes
Aux Pays-Bas en 2018, 10 % des accidents de vélos sont occasionnées par une rupture du système de freinage[réf. incomplète].

## Tués selon l'âge et le sexe
| Mortalité selon l'âge et le sexe en Espagne, en 2017                                                                   |  |
| --- |  |
| Pour des raisons techniques, il est temporairement impossible d'afficher le graphique qui aurait dû être présenté ici. |  |
| Pour des raisons techniques, il est temporairement impossible d'afficher le graphique qui aurait dû être présenté ici. |  |
| - source DGT. |  |

## Politiques de sécurité routière
À différents niveaux, européen, nationaux ou régionaux, des politiques de développement de la sécurité routière sont mises en place. Concernant les véhicules eux-mêmes, des règlements standardisés pour les véhicules sont définis par la Commission économique pour l'Europe des Nations unies et l'Organisation des Nations unies ; certains de ces standards sont rendus obligatoires par l'Union européenne, comme la ceinture de sécurité dans les voitures et dans les autocars ; sont également mises en place des notations de sécurité des véhicules européens, notamment par l'EuroNCAP. Concernant les comportements des usagers de la route, des campagnes nationales sont organisées. Concernant les routes, leurs gestionnaires procèdent à des amémliorations, telles que le développement d'un réseau autoroutier par l'Espagne, la sécurisation de passages à niveau ou l'introduction de zones 30 dans certaines communes.

### Projet européen SafetyCube
Certains projets européens de recherche visent à améliorer la sécurité routière. Ainsi, dans le cadre du projet européen de recherche SafetyCube, l'efficacité de certains dispositifs a été évaluée. Parmi les systèmes considérés efficaces on trouve notamment :

#### Dispositifs de véhicules
Ceinture de sécurité,,
Event data recorder,
coussin gonflable frontal.

#### Infrastructure
dos d'âne,
contrôle de vitesse,
affichage dynamique de la vitesse
réduction des limites de vitesse,
barrière de passage à niveau .

#### Comportement
contrôle du port de ceinture de sécurité.

#### Soins post accidents
- ambulance et hélicoptère[50],[51].

## Récompenses
Depuis 2016, la commission européenne remet le grand prix Jacques Barrot au projet sélectionné.
En 2018, le prix Jacques Barrot est remis à VOZIM, une association slovène combattant le reckless driving.
En 2019, la Slovénie remporte le grand prix Jacques Barrot pour sa campagne qui a impliqué 15 000 jeunes contre l'alcool.
En 2021, le grand prix Jacques Barrot est remis à la "Fundatia Siguranta Auto Copii" de Roumanie pour sa National Children Care Safety Caravan initiative.
En 2022, le grand prix Jacques Barrot est remis au projet FeGiS+ de détection préalable des spots de danger spots dans le trafic routier au travers de données smart.
En 2023, un cinq awards ont été décerné, parmi les cinq, l'award Jacques Barrot 2023 a été décerné à l' Austrian Institute of Technology(AIT) (Autriche) - pour une MOB (Mobility Observation Box). Il s'agit d'une boite suffisamment petite pour ne pas distraire les conducteurs qui peut à l'aide de caméras enregistrer pendant 14 jours l'utilisation de la route. Post-acquisition, l'intelligence artificielle permet d'observer et reconnaître les usagers de la route pour prévoir des mesures de sécurité adéquate.
En 2024, certains projets européens sont en finales pour recevoir un award. Parmi les finalistes, on trouve par exemple:
- pour les motocyclistes:
  - KFV, pour le marquage moto dans les virages
  - pour la Slovénie: motorcyclists' Safety project
- pour la ville, le projet Bologna Città 30